# Antonius Suweyns
Antonius Suweyns (Brugge, 17 januari 1720 - 5 januari 1789) was een Zuid-Nederlands kunstschilder.

## Levensloop
Suweyns ging in de leer bij Matthijs de Visch en Jan Garemijn. Hij was hun leerling van zodra de Kunstacademie in Brugge heropende in 1737. Hij werd er zelf ook leraar in 1764.
In het Groeningemuseum in Brugge zijn van hem een zelfportret (1766) en drie andere portretten bewaard.

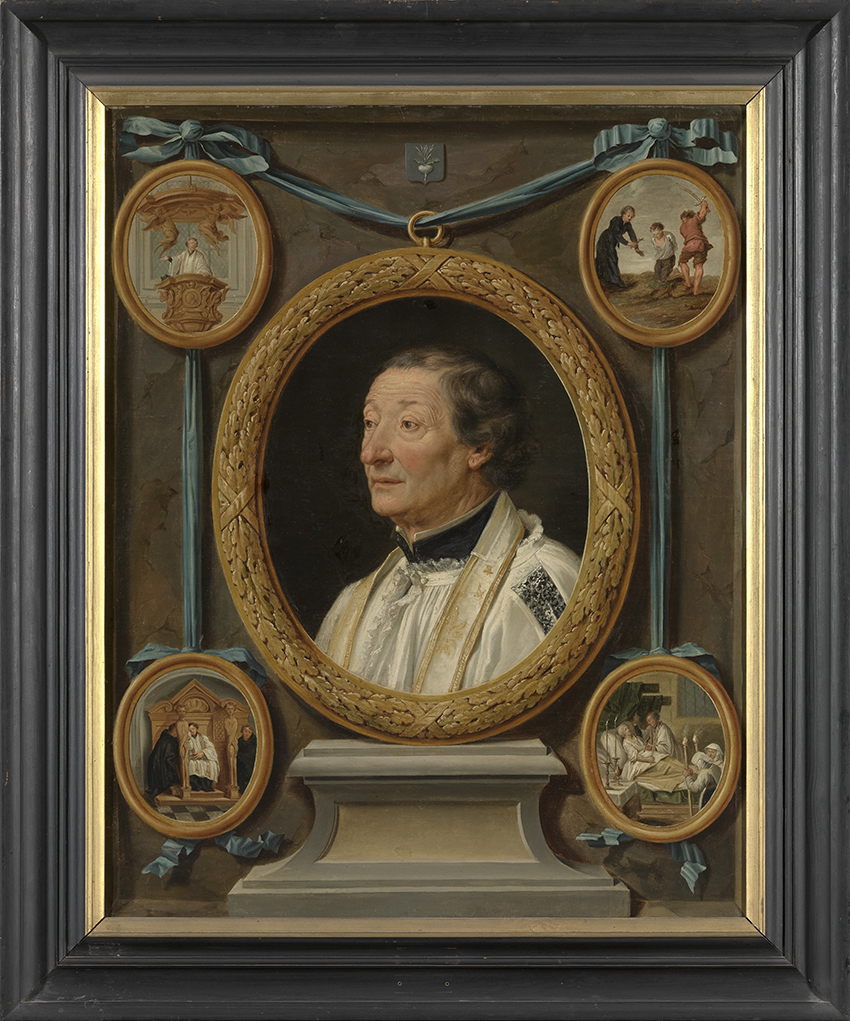
Portret van J.B. Raepsaet, tussen ca. 1770 en 1780.
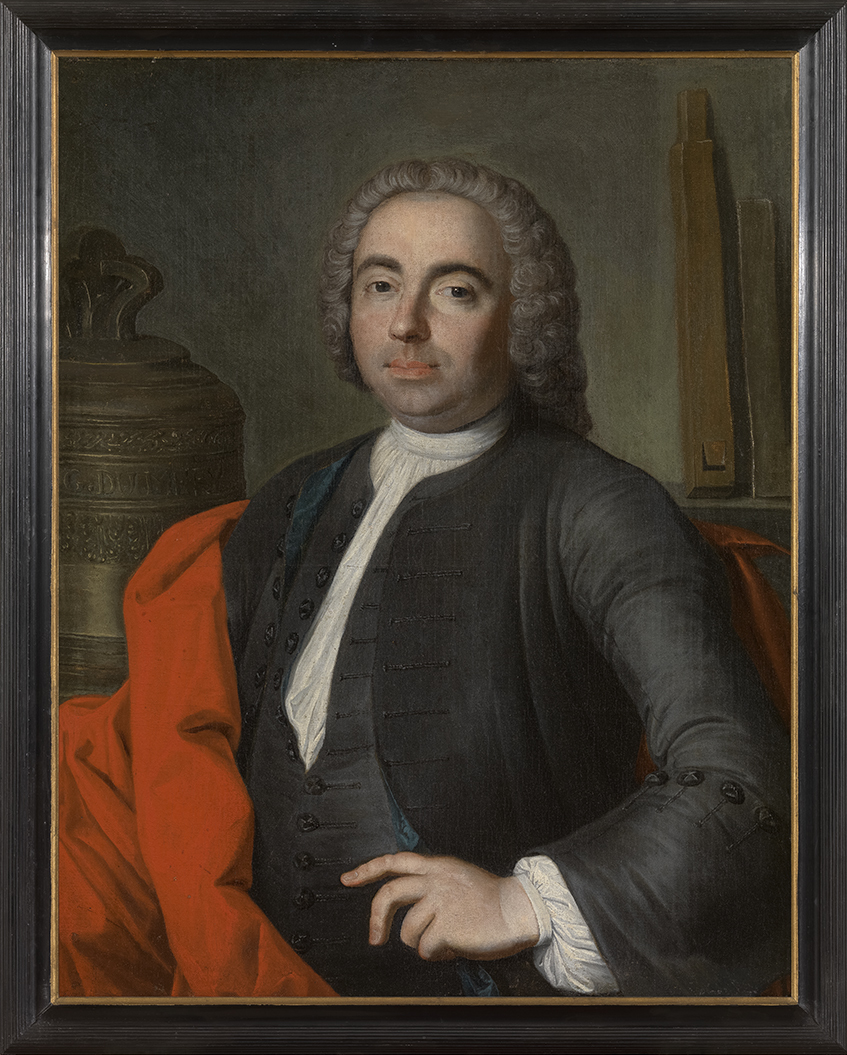
Portret van Joris Dumery
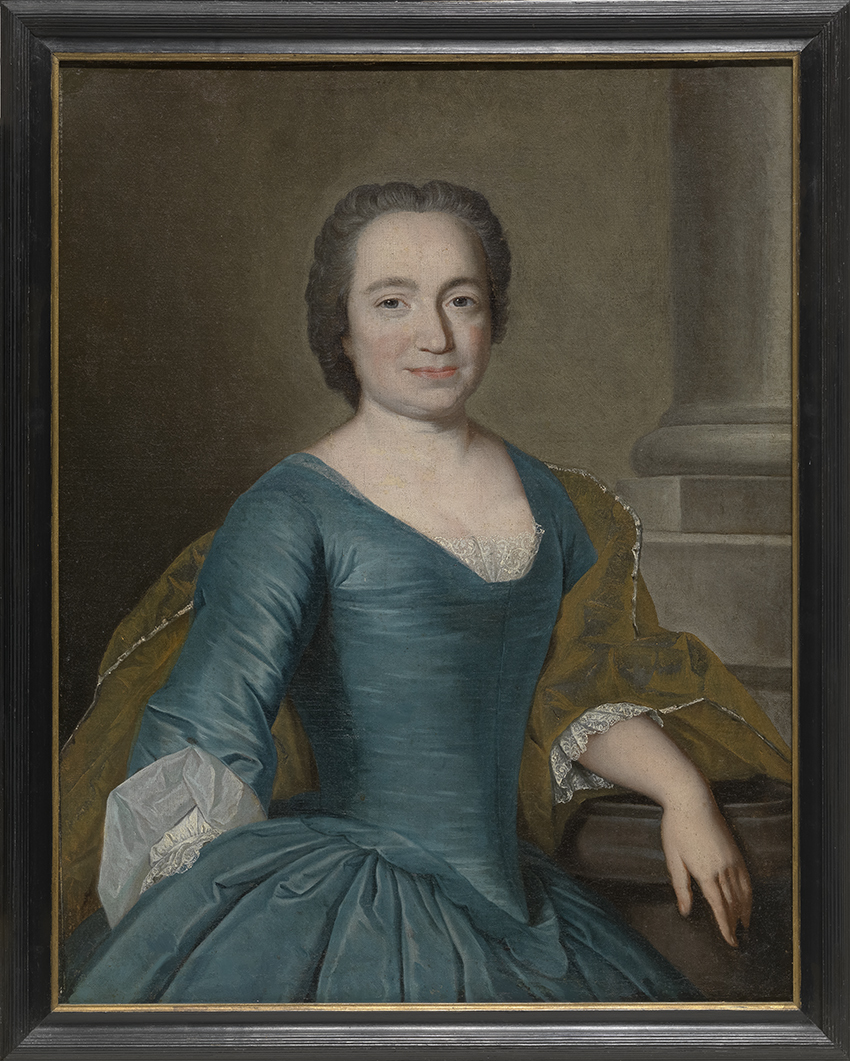
Portret van Maria de Hondt